# Evgenija Franz
Evgenija „Shenia” Franz (n. Evgenija Minevskaja în belarusă Яўгенія Мінеўская, cu alfabet Łacinka: Jauhenija Mineuskaja; n. 31 octombrie 1992, Minsk, Belarus) este o handbalistă germană care a jucat pentru clubul românesc SCM Râmnicu Vâlcea și pentru echipa națională a Germaniei.

## Palmares
- Handball-Bundesliga:
  -  Medalie de aur: 2013[9]
  -  Medalie de bronz: 2015, 2019

- DHB-Pokal:
  -  Câștigătoare: 2013, 2016[9]

## Palmares individual
- Cea mai bună marcatoare din Bundesliga: 2014[10]

## Viața privată
Tatăl ei, Andrei Minevski, a câștigat medalia de aur la Jocurile Olimpice de vară din 1992 cu echipa unificată. Mama handbalistei, Svetlana, a jucat și ea handbal în Germania și a câștigat de două ori Campionatul Mondial cu echipa echipa URSS.